# Краснівська сільська рада
Кра́снівська сільська рада (рос. Красновский сельский совет) — сільське поселення у складі Первомайського району Оренбурзької області Росії.
Адміністративний центр — село Красне.

## Населення
Населення — 1026 осіб (2019; 1322 в 2010, 1768 у 2002).

## Склад
До складу сільської ради входять:
| Населений пункт | Населення, осіб (2002) | Населення, осіб (2010) |
| --------------- | ---------------------- | ---------------------- |
| Каменне, село   | 418                    | 307                    |
| Красне, село    | 965                    | 724                    |
| Талове, село    | 115                    | 81                     |
| Тепле, село     | 240                    | 196                    |
| Яганово, селище | 30                     | 14                     |